# 2ª Squadriglia Idrovolanti
La 2ª Squadriglia Idrovolanti fu un reparto attivo nel Servizio Aeronautico del Regio Esercito e poi della Regia Marina (Prima guerra mondiale).

## Storia
Nasce nel luglio 1916 dalla Sezione Idrovolanti del Lago d'Iseo diventando il 15 dicembre 2ª Squadriglia Idrovolanti a Desenzano del Garda al comando del Capitano Umberto Martellucci che dispone di 6 FBA Type H ed altri 6 piloti della 1ª Squadriglia Idrovolanti.
Il 17 gennaio 1917 si sposta a Grado (Italia) nel I Gruppo e poi arrivano 3 osservatori.
Nei primi mesi dell'anno riceve altri 5 piloti tra cui il Sottotenente Otello Cavara che era un famoso giornalista che divulga gli avvenimenti del reparto e 5 osservatori.
La notte tra il 4 e il 5 aprile 3 FBA bombardano la base di Trieste ed il 24 maggio 4 FBA di scorta ai pontoni armati ed ai monitori inglesi ed un equipaggio abbatte vicino a Grado un Lohner L.
Il 9 agosto il comando passa al Cap. Antonio Clementi che dispone di altri 7 piloti e 2 osservatori ed il 13 ottobre un FBA affonda una torpediniera vicino a Rovigno.
Il 15 ottobre passa alla Regia Marina ed il comando passa al Cap. Ferruccio Capuzzo.
Nell'ambito della Battaglia di Caporetto quando in novembre era al comando del Cap. Ernesto Colombo il reparto deve abbandonare la base spostando il suo personale per creare la 263ª Squadriglia di Porto Corsini nel gennaio 1918.